# Borlu, Demirci
Borlu là một thị trấn thuộc huyện Demirci, tỉnh Manisa, Thổ Nhĩ Kỳ. Dân số thời điểm năm 2011 là 2.597 người.